# 商务通
“商务通”是由中国大陆恒基伟业开发生产，并于1998年年底上市的PDA掌上电脑系列，主要有第一代产品MBA990系列和第二代产品“连笔王”MBA600系列。其功能和技术特性，类似于同时代的美国Palm III與IBM Workpad系列掌上电脑，都是使用2节7号电池供电，使用16位CPU，可以用配套的点触笔在屏幕上直接书写、画图，有管理通信簿、日程，并有计算器和英汉字典等功能，并能通过RS232串口与电脑通信。
商务通在本地化方面做的明显比Palm要好，具有全中文系统，和具中国特色的的“百家姓”查询方式，另外“连笔王”MBA600型支持中文连笔手写（据称识别率高达99%）。此外，商务通由于采用当时较先进的闪存作为外存储，数据即便掉电也不会丢失，这是相比早期Palm一个极大的优势 - 后者采用动态内存（DRAM）储存数据，虽然容量相对较大，但关机状态（实为待机）亦会耗电，且掉电易失，故资料需要经常连接电脑备份，否则电池没电或更换时间长于1分钟，就可能造成全部资料丢失。
商务通在中国大陆取得了极大的商业成功，与其强力的广告策略也是必不可分的。其广告聘请濮存昕等名人代言，广告词为“呼机，手机，商务通，一个都不能少”，“商务通，科技让你更轻松”，在99-01年度，这些广告在中国大陆各大电视台采取轰炸式播出策略，获得极高的知名度。。1999年，商务通占据了100万台掌上电脑市场中接近60%的份额，到2000年，销售又比99年增长近60%，商务通的贡献使得中国成为2000年世界第二大PDA市场。在当时人均收入尚不很高的中国大陆，售价高达1988元的商务通能创下如此销售业绩，足见其广告行销的成功。
2001年以后商务通的销量逐渐下滑，到2002年左右，传统型“商务通”（指纯PDA，不包括恒基伟业后期推出的“商务通手机”等）就基本退出市场。据分析其中主要原因是新产品的创新不足，广告费用开支太大，和手机功能增强导致商务通功能的重复。到2008年左右，不仅商务通，而且几乎所有的PDA功能都被智能手机完全取代。

## 后续
传统型“商务通”被市场淘汰后，恒基伟业又尝试以“商务通”的品牌推出其他产品以挽回颓势，其中既有直接升级品：基于WinCE 3.0系统，能连接互联网的彩色显示掌上电脑（类似于国外的Palm M500系列），也有衍生品“商务通手机”等，可惜这些产品由于各种主客观原因，均没有重现原版“商务通”的商业辉煌。